# 또래집단

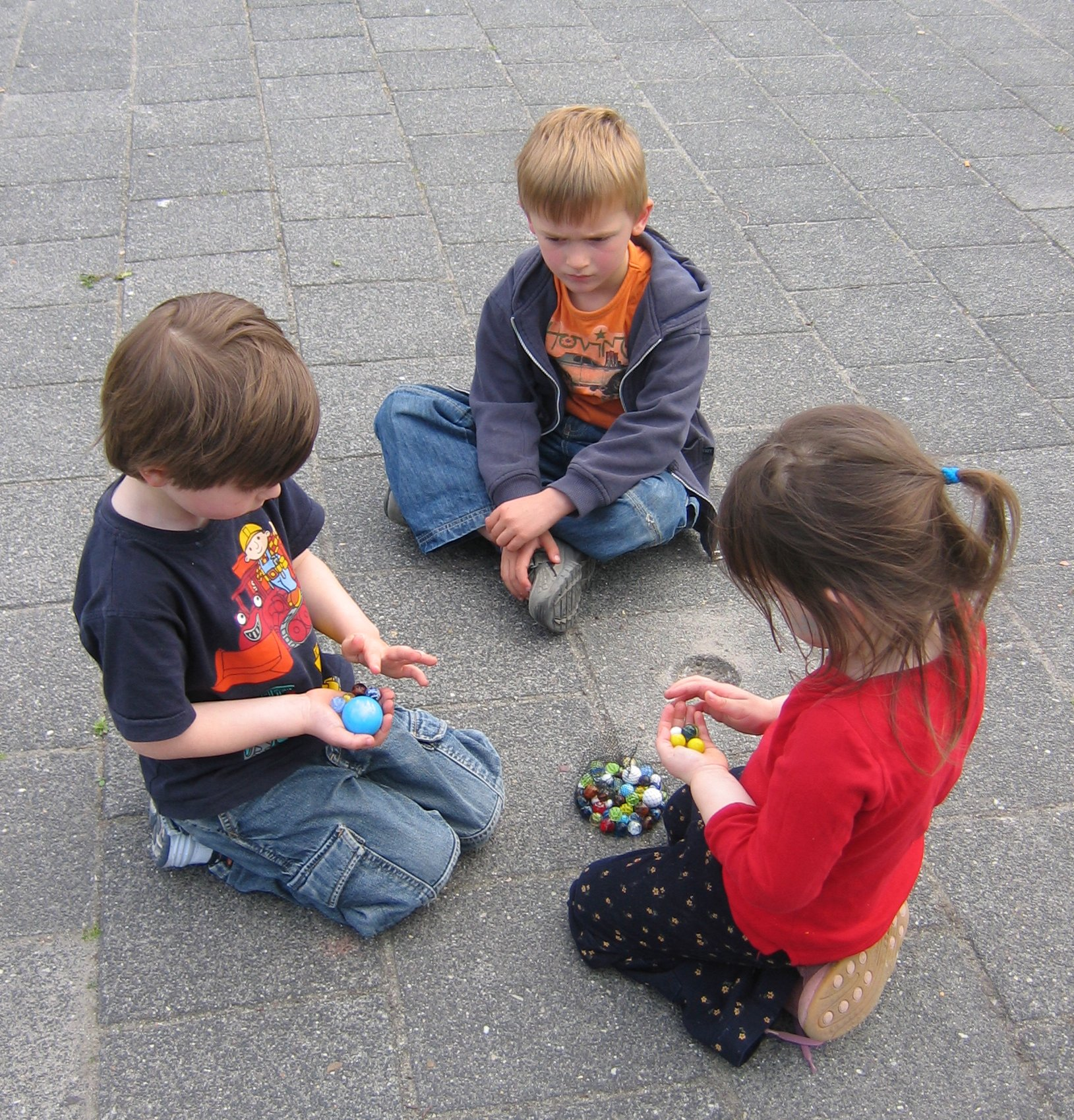

또래집단( - 集團)은 나이나 정도가 서로 비슷한 무리를 가리키는 단어이다. 아동이나 청소년 집단, 모임 회원, 학교나 동네 친구가 여기에 속한다. 아동기 초기에는 부모와의 관계에 큰 비중을 두지만, 성장할수록 또래와의 관계를 중요시 여긴다. 특히 아동기와 청소년기에 맺은 또래관계는 이후의 성격 발달과 사회적 발달에도 커다란 영향을 미친다.